# باربارا سكوفيلد
باربارا سكوفيلد (بالإنجليزية: Barbara Scofield)‏ مواليد 24 يونيو 1926 في سان فرانسيسكو، هي لاعبة كرة مضرب أمريكية. هي إحدى بطلات الجراند سلام.

## الألقاب

### وصافة الزوجي
|   | التاريخ | المكان                       | السطح  | المنافسون                     | الشريك         | النقاط    |
| 1 | 1946    | سنسيناتي للماسترز, سينسيناتي | صلب    | ماري أرنولد شيرلي فراي ايرفين | فرجينيا كوفاكس | 6–3, 6–4  |
| 2 | 1951    | فرنسا المفتوحة, باريس        | ترابية | دوريس هارت شيرلي فراي ايرفين  | باريل بارتليت  | 10–8, 6–3 |

### ألقاب الزوجي المختلط
|   | التاريخ | المكان                | السطح  | الشريك       | المنافسون                      | النقاط |
| 1 | 1950    | فرنسا المفتوحة, باريس | ترابية | إنريكي موريا | باتريشيا كانينغ تود بيل تالبرت |        |

## بطولات حققتها
- فرنسا المفتوحة

## روابط خارجية
- باربارا سكوفيلد على موقع الاتحاد الدولي لكرة المضرب (الإنجليزية)
- باربارا سكوفيلد على موقع خلاصة التنس.كوم (الإنجليزية)